# 皮夏內 (沃夫昌斯克市鎮)
50°25′48″N 37°21′2″E / 50.43000°N 37.35056°E
皮夏內（烏克蘭語：Піщане）是位於烏克蘭東部的村莊，由哈爾科夫州丘胡伊夫区的沃夫昌斯克市鎮負責管轄。該村始建於1695年，面積0.8平方公里，海拔高度166米，2001年人口28，人口密度每平方公里32.5人。